# Almunia de San Juan
Almunia de San Juan è un comune spagnolo di 678 abitanti situato nella comunità autonoma dell'Aragona.